# Ichneumon memorator
Ichneumon memorator är en stekelart som beskrevs av Wesmael 1845. Ichneumon memorator ingår i släktet Ichneumon och familjen brokparasitsteklar. Arten är reproducerande i Sverige. Inga underarter finns listade i Catalogue of Life.